# 아더 사이드 오브 도어: 악령의 문
《아더 사이드 오브 도어: 악령의 문》(The Other Side of the Door)는 영국, 인도, 미국에서 제작된 요해니스 로버츠 감독의 2016년 초자연 공포 영화이다. 세라 웨인 캘리스 등이 주연으로 출연하였다. 이 영화는 2016년 3월 4일 영국과 미국에서 개봉되었다. 20세기 폭스 배급 영화이다.

## 줄거리
인도에서 사고로 차가 물에 잠겼을 때 마리아는 다리가 걸려 빼낼 수 없던 아들 올리버 대신 딸 루시를 구한다. 이후 마리아는 죄책감에 시달리다가 자살을 시도한다.
가정부 피키는 자신의 고향에 삶과 죽음의 경계가 불분명한 공간인 버려진 사원이 있으며, 이곳의 계단에 죽은 자의 재를 뿌리고 그 안에 들어가 문을 잠그고 있으면 밤에 죽은 이가 나타나 말을 건다고 알려준다. 대신 어떤 말을 들어도 문을 열어줘선 안 된다고 경고한다.
이에 응한 마리아는 올리버에게 못 다했던 말을 할 수 있게 된다. 그러나 이제 가봐야 한다는 올리버의 목소리에 다급해진 마리아는 그만 문을 열고 만다. 이 때문에 올리버는 환생의 기회를 얻지 못하고 악령이 되어 루시에게 빙의한다. 죽은 영혼을 수거하는 무르티유(Mrtyu)가 집을 배회하고, 시체를 먹는 아고리(Aghori)들은 올리버를 사후세계에 보내기 위해 루시를 희생 시키려 한다. 이에 마리아는 올리버의 영을 자신의 몸에 옮기고 루시 대신 죽음을 맞이한다.
그러나 이번엔 마리아를 잊지 못한 남편 마이클이 사원을 찾아간다. 자신을 불러낸 마이클이 사원의 문을 열어 똑같은 비극을 반복하려고 하자 마리아의 영은 비명을 지른다.

## 출연진

### 주연
- 세라 웨인 캘리스 - 마리아 하우드 역
- 제러미 시스토 - 마이클 하우드 역
- 소피아 로진스키 - 루시 하우드 역
- 하비에르 보테트 - 무르티유 역

### 조연
- 잭스 맬컴 - 올리버 하우드의 목소리
- 수치트라 필라이 - 피키 역